# Anisopleura yunnanensis
Anisopleura yunnanensis – gatunek ważki z rodziny Euphaeidae.